# Antony and Cleopatra (opera)

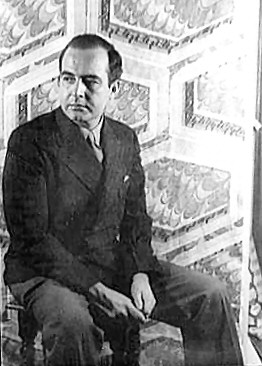
Samuel Barber

Antony and Cleopatra är en amerikansk opera i tre akter med musik av Samuel Barber och med libretto av Franco Zeffirelli baserad på dramat Antonius och Cleopatra  av William Shakespeare.

## Historia
Operan beställdes av operachefen Rudolf Bing till invigningen av Metropolitan Opera vid Lincoln Center i New York den 16 september 1966. Uppsättningen antog enorma proportioner med 22 sångare (däribland Leontyne Price som Cleopatra), en fulltalig kör och en hel balettensemble på scenen. Operan togs inte väl emot av vare sig publik eller kritik. Överarbetade scenerier och dekor, för många personer på scenen och problem med tekniken var några av de negativa omdömena. Zeffirelli överbelastade scenen med dekor och rekvisita till den grad att Barbers musik knappt märktes. Hans sceniska arrangemang blev en mardröm för alla inblandade - en rörlig sfinx, stort som ett lokomotiv, fick vridscenen att kollapsa; den gyllene pyramiden mitt på scenen öppnades inte för Prices entré vilket tvingade henne att krypa in på scen i full kostymering. Den översvallande negativa pressen gjorde att operaledningen omedelbart tog bort operan från repertoaren. Barber och hans livskamrat Gian Carlo Menotti reviderade operan till en nyuppsättning 1975.

## Personer
- Cleopatra (sopran)[1]
- Mark Antony (Marcus Antonius) (baryton)
- Octavius Caesar (Augustus) (tenor)
- Enobarbus (Gnaeus Domitius Ahenobarbus) (bas)
- Charmian, Cleopatras tjänarinna (mezzosopran)
- Iras (mezzosopran)
- Mardian (tenor)
- Budbäraren (tenor)
- Alexas (bas)
- Siaren (baryton)
- Rustic (baryton)
- Octavia (talroll)
- Maecenas (talroll)
- Agrippa (bas)
- Lepidus (tenor)
- Thidias (tenor eller baryton)
- Caesars soldat (baryton)
- Eros (tenor eller baryton)
- Dolabella (baryton)
- Canidius (baryton)
- Demetrius (tenor)
- Scarus (baryton)
- Decretas (bas)
- Vaktchef (tenor)
- Vakt 1 (baryton)
- Vakt 2 (bas)
- Vakt 3 (bas)
- Antonys soldat
- Väktare 1 (talroll)
- Väktare 2 (talroll)

## Handling
Antony kallas hem från Egypten för att gifta sig med Octavius syster Octavia. Drottning Cleopatra blir förtvivlad då hon hör om sin älskades äktenskap, men Antony ämnar återvända till Egypten. Octavius blir ursinnig och beslutar gå i krig mot Antony, och Cleopatra förklarar att hon vill dela sin älskades öde. Antony blir besegrad och tar sin tillflykt till Cleopatras palats. Han dör i hennes armar, och då Octavius vill föra henne till Rom begår hon självmord genom att låta sig bitas av en huggorm.